# Beatles VI
Beatles VI è il settimo album in studio dei Beatles, pubblicato negli Stati Uniti dalla Capitol Records il 14 giugno 1965. Il disco venne fatto uscire sia in versione mono che in versione stereo. Il disco ebbe uno strepitoso successo negli Stati Uniti, dove si posizionò ai vertici delle tre principali classifiche di vendita delle riviste musicali Billboard, Cashbox, e Record World.

## Brani
L'album comprende due brani registrati appositamente per il mercato statunitense: Bad Boy e Dizzy Miss Lizzy, entrambe cover di pezzi scritti da Larry Williams e registrati il giorno del compleanno di Williams (10 maggio 1965); risultano essere gli unici due brani incisi appositamente dai Beatles per il mercato statunitense. Dizzy Miss Lizzy venne poi anche inclusa nell'album Help!, ma Bad Boy rimase inedita fino alla sua inclusione nella raccolta A Collection of Beatles Oldies nel 1966.
Nel disco sono inoltre contenute le rimanenti sei tracce dell'album Beatles for Sale lasciate fuori da Beatles '65, Yes It Is, la b-side del singolo Ticket to Ride, e due canzoni tratte Help!: You Like Me Too Much e Tell Me What You See, all'epoca dall'ancora inedito negli USA. Come era successo anche per Beatles for Sale, il titolo del medley Kansas City/Hey-Hey-Hey-Hey! è erroneamente indicato sul retro di copertina solo come "Kansas City".
Nel 2006 l'album è stato ristampato per la prima volta in formato CD come parte del cofanetto The Capitol Albums, Volume 2.

## Tracce
Tutti brani sono opera di John Lennon e Paul McCartney, eccetto dove indicato.
Lato 1
1. Medley: Kansas City/Hey-Hey-Hey-Hey! (Jerry Leiber, Mike Stoller / Richard Penniman) – 2:30
2. Eight Days a Week – 2:43
3. You Like Me Too Much (George Harrison) – 2:34
4. Bad Boy (Larry Williams) – 2:17
5. I Don't Want to Spoil the Party – 2:33
6. Words of Love (Buddy Holly) – 2:10

Lato 2
1. What You're Doing – 2:30
2. Yes It Is – 2:40
3. Dizzy Miss Lizzy (Williams) – 2:51
4. Tell Me What You See – 2:35
5. Every Little Thing – 2:01